# Tirian McManus
Tirian McManus, né le 18 mars 1994 à Sydney, est un coureur cycliste australien, spécialiste de la piste.

## Palmarès sur piste

### Coupe du monde
- 2013-2014
  - 1er de la poursuite par équipes à Guadalajara (avec Joshua Harrison, Callum Scotson et Scott Sunderland)
  - 1er de l'omnium à Guadalajara
- 2014-2015
  - 1er de la poursuite par équipes à Cali (avec Scott Law, Joshua Harrison et Jackson Law)

### Championnats du monde juniors
- Invercargill 2012
  -  Médaillé de bronze de l'omnium

### Championnats d'Océanie
- Adélaïde 2013
  -  Médaillé de bronze de la poursuite
- Adelaïde 2014
  -  Champion d'Océanie de poursuite par équipes (avec Daniel Fitter, Callum Scotson et Sam Welsford)
  -  Médaillé d'argent de la course aux points
- Melbourne 2016
  -  Médaillé d'argent du scratch

### Championnats d'Australie
- 2012
  -  Champion d'Australie de l'américaine juniors (avec Jack McCulloch)
- 2013
  - 2e de la poursuite par équipes
- 2014
  - 2e de la poursuite par équipes
- 2015
  - 2e de la poursuite

## Palmarès sur route
- 2011
  - 2e étape du Sydney Christmas Carnival